# Nanynka a Málinka
Nanynka a Málinka (anglicky Nancy and Plum) je ilustrovaná dětská kniha pojednávající o dvou malých osiřelých sestřičkách. Její autorkou je americká spisovatelka Betty MacDonald. Kniha byla poprvé vydána v anglickém jazyce roku 1952 nakladatelstvím Joan Keil Enterprises. Do českého jazyka knihu přeložila Eva Marxová. V České republice byla kniha poprvé vydána v roce 2000 nakladatelstvími Lika klub a Knižní klub.

## Děj
Kniha Nanynka a Málinka vypráví o dvou malých sestřičkách, Nancy a Pamele, které náhle osiřely po autonehodě jejich rodičů. Zůstaly v péči svého jediného žijícího příbuzného strýčka Johna, který byl však starým mládencem a odmítal se starat o dvě malé holčičky. Po přečtení inzerátu z novin se rozhodl svěřit obě dívky do Penzionu paní Pondělníčkové. Strýc John byl, i přes všechny očividné varovné signály, přesvědčený, že se budou Nanynka a Málinka mít v tomto zařízení dobře. Opak byl však pravdou.
Nanynka s Málinkou, stejně jako ostatní děti z tohoto dětského domova, byly zanedbané, často hladové, oblékané do starého oblečení a musely denně vykonávat celou řadu domácích prací. Byly drženy v zajetí pevného a krutého režimu paní Pondělníčkové za jehož porušování byly často trestáni. Výjimkou mezi dětmi byla pouze neteř paní Pondělníčkové, Klotylda. Ta nejen, že si žila v jistém blahobytu, ale zároveň i škodila ostatním, kde jen mohla, obzvláště sestrám Nanynce a Málince. Strýc John posílal do penzionu finanční prostředky a hračky pro obě jeho neteře, k těm se však nic z toho nikdy nedostalo a tudíž žily dlouho v domnění, že o ně jejich strýc nejeví zájem. Přesto všechno však sestry statečně a s velkým optimismem čelily tvrdému životu v tomto hrůzostrašném dětském domově.
Brzy však dívky odhalily celou pravdu o vypočítavosti a lžích paní Pondělníčkové a po neúspěšné snaze odhalit pravdu o tomto domu hrůzy i svému strýčku Johnovi se rozhodly k útěku. Na své cestě za svobodou je od chladu a hladu zachránil milý manželský pár Zvoníčkových, který se jich s nadšením ujal. Dokonce i poté, co si paní Pondělníčková odvedla obě dívky zpátky, nevzdaly se a zabojovaly o to, aby Nanynku a Málinku mohli dostat do opatrovnictví. Jejich snaha byla úspěšná, přesvědčili strýce Johna o trpké pravdě, který penzion paní Pondělníčkové skrýval a obě dívky poté mohly zůstat s nimi. Společně s manželi Zvoníčkovými žily Nanynka s Málinkou velmi krásným a spokojeným životem.

## Přijetí a pozadí vzniku knihy
Stejně jako autorčina první dětská kniha Paní Láryfáry měla i kniha Nanynka a Malinka mezi diváky úspěch. Kniha je popisována jako hrůzostrašné, legrační i mravoličné vyprávění a potěší každého čtenáře, který si zachoval dětskou duši. Dodnes je kniha považována za velmi čtenou.
Na vzniku knihu se podílely významné osobnosti literárního světa. Ilustrace k původní knize vznikaly v rukou uznávané ilustrátorky Mary GrandPré a s úvodem knihy autorce pomáhala autorka knihy Penderwickovi a držitelka ceny National Book Award, Jeanne Birdsall.

## Interpretace
Kniha je založena na příbězích, které autorka jako dítě vyprávěla své sestře a dlouhé roky si uchovávala v paměti. Vytváření společných fantazijních světů se sourozenci není u nadaných dětí nic neobvyklého – Victor a Mildred George Goertzelové uvádějí jako analogické případy Gertrudu Steinovou s bratrem či Lva Nikolajeviče Tolstého s bratrem. Přestože v příběhu nenalezneme žádné kouzlo, je v něm jakýsi fantazijní pocit. MacDonald velmi jasně rozlišuje mezi dobrem a zlem, a přestože jsou dívky často v nebezpečí, jejich představivost a smysl pro naději brání tomu, aby příběh uvízl ve zklamání a nouzi. Do značné míry je to příběh o splněných přáních a šťastných koncích a otázka nikdy nezní, zda dívky utečou, ale jak to udělají.
Podle Katie Fitzgeraldové je na knize zajímavý způsob, kterým MacDonald zapojuje do příběhu dospělé postavy. Mnoho knih se snaží vynechat dospělé z podstatných zápletek a nechat děti, aby si cestu svým osudem nalezly samy, v naději, že to děti posílí. I přes silné dětské postavy, v knize nalezneme i statečné, odhodlané, starostlivé a schopné dospělé, kteří jim pomáhají v situacích na které děti jednoduše samy nestačí. Díky tomu zaujímají dospělí v knize klíčovou roli při vytahování dětí z nebezpečných situací a to napomáhá realističtějšímu pohledu na celé vyprávění, které může i dětem ukázat důležitou podstatu dospělých v jejich životech.
Recenzentka Mary Louise Hectorová v dobové recenzi pro časopis Critic knihu popsala jako závažný a současně velmi živý román, který jí svou uhrančivostí připomněl časy, kdy trávila celé dny v knihovně, aby dočetla rozečtenou knihu.